# Gimnàstica rítmica als Jocs Mediterranis de 2018
La competició de gimnàstica rítmica dels Jocs del Mediterrani de 2018 de Tarragona es va celebrar entre el 29 i el 30 de juny al Pavelló Olímpic Municipal de Reus. La primera aparició d'aquest esport en els Jocs del Mediterrani va ser a Alexandria 1951 a Egipte.
La competició es va centrar en la categoria femenina en un concurs individual.

## Medaller per categoria
| Categoria          | Or                       | Plata           | Bronze             |
| Concurs per equips | Alexandra Agiurgiuculese | Eleni Kelaiditi | Milena Baldassarri |

## Medaller per país
| Posició | País   | Or | Plata | Bronze | Total |
| 1       | Itàlia | 1  | -     | 1      | 2     |
| 2       | Grècia | -  | 1     | -      | 1     |
| Total   | Total  | 1  | 1     | 1      | 3     |